# Great Lakes Airlines
Great Lakes Airlines, offiziell Great Lakes Aviation, war eine US-amerikanische Fluggesellschaft mit Sitz in Cheyenne, Wyoming, die Liniendienste und Charterflüge betrieb. Ihr Hauptsitz befand sich im Cheyenne Regional Airport, mit einem Drehkreuz in Denver (Colorado), Flugzeugbasen in Kansas City (Missouri), Phoenix (Arizona) und St. Louis (Missouri). Hauptflugziele waren Albuquerque (New Mexico) und Milwaukee (Wisconsin).

## Geschichte

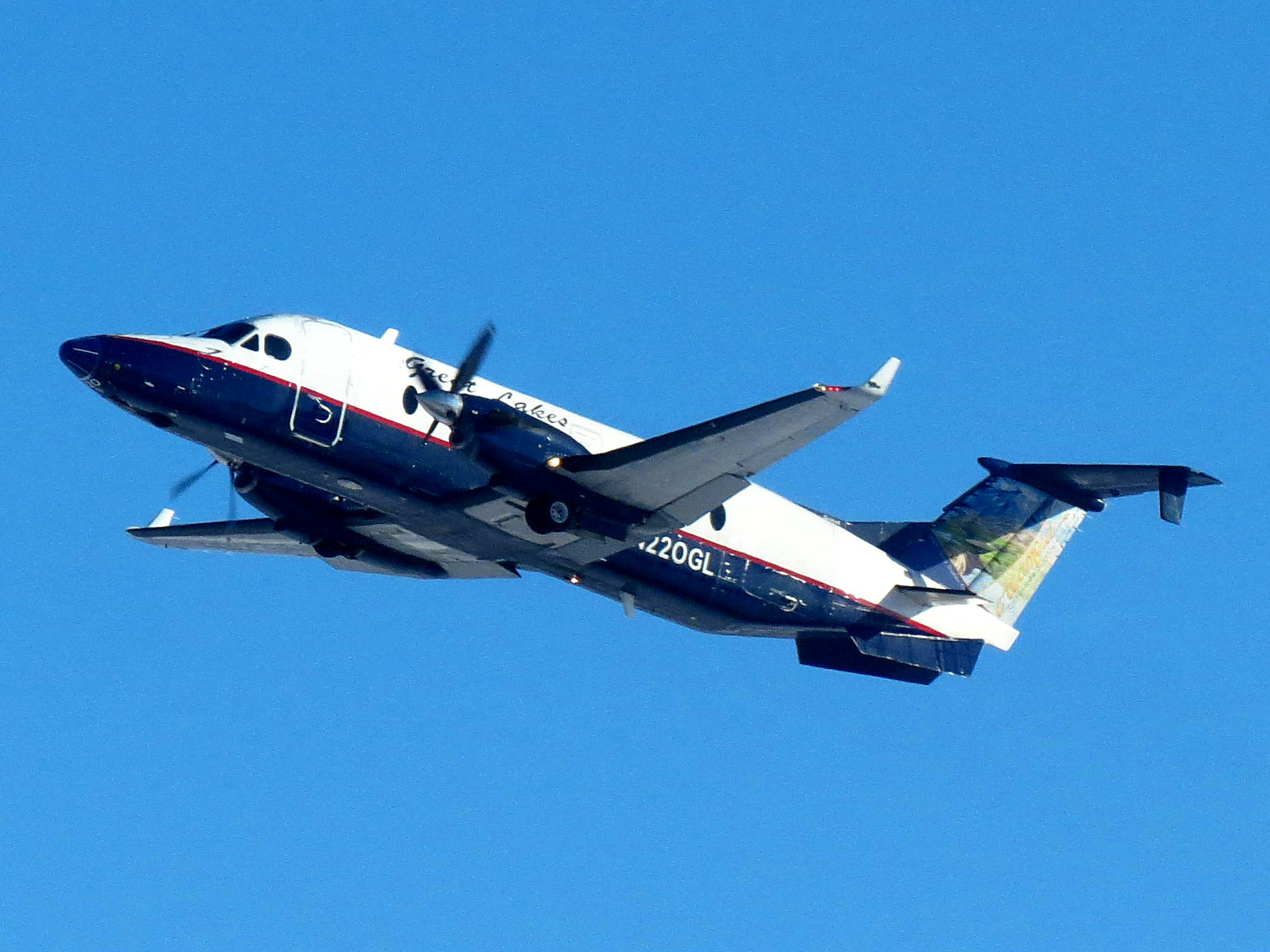
Beechcraft 1900D der Great Lakes Airlines, 2014

Die Fluggesellschaft wurde 1977 von Doug Voss und Ivan Simpson gegründet und begann den Flugbetrieb am 5. April 1977. Der Liniendienst begann 12. Oktober 1981 zwischen Spencer, Iowa und Des Moines, Iowa. 1988 erwarb Great Lakes die Alliance Airlines mit einem Liniennetz rund um den Lake Michigan.
In den folgenden Jahren wurde das Liniennetz kontinuierlich erweitert und 1992 folgte ein Code Share Abkommen mit United Airlines. 1994 wurde die Airline als Aktiengesellschaft im NASDAQ registriert. Ab Oktober 1995 bis 1997 flog die Gesellschaft unter den Farben von Midway Connection. Die Zusammenarbeit wurde dann auf ein Code Share Abkommen heruntergestuft und ab dem 21. Mai 2001 war die Airline wieder unabhängig.
Der Staat Wyoming stützte Great Lakes im starken Maße, da die Airline als einzige sechs der zehn Geschäftsflughäfen in Wyoming anflog. Great Lakes übernahm schließlich die Routen von sieben Flughäfen in Montana nach Billings von Big Sky Airlines. Diese Strecken sind im Rahmen des Essential-Air-Service-Programmes staatlich subventioniert.
Die Fluggesellschaft stellte am 18. März 2018 ihren Betrieb ein. Im April 2020 übernahm Alpine Air Express die Flugzeuge und Vermögenswerte der Fluglinie.

## Flugziele
Great Lakes Airlines flog Liniendienste in und zwischen folgenden US-Bundesstaaten: Arizona, Arkansas, Colorado, Illinois, Iowa, Kalifornien, Kansas, Kentucky, Michigan, Missouri, Montana, Nebraska, New Mexico, North Dakota, South Dakota, Tennessee, Texas, Utah, Wisconsin und Wyoming.

## Flotte
Mit Stand März 2016 bestand die Flotte der Great Lakes Airlines aus 33 Flugzeugen:
- 28 Beechcraft 1900D
- 05 Embraer EMB 120